# Liste von Fahrzeugdesignern
Die Liste von Fahrzeugdesignern listet Personen auf, die als Designer für Kraftfahrzeuge bekannt waren oder sind.

## Liste

### A
- Karl-Heinz Abe[1], deutscher Motorrad-Designer für BMW R 80 G/S
- Laurens van den Acker (* 1965), niederländischer Automobildesigner, Chefdesigner bei Mazda und Renault
- Giulio Alfieri (1924–2002), italienischer Automobil- und Zweiradingenieur (Innocenti, Maserati, Lamborghini)
- Pierangelo Andreani (* 1947), italienischer Automobildesigner (Ferrari, Fiat, Maserati)
- Jean Édouard Andreau (1890–1953), französischer Ingenieur und Aerodynamiker (Dubonnet, Peugeot, Mathis)
- Jochen Arden (* 1951), deutscher Automobilrennfahrer, -konstrukteur und Unternehmer (Arden Automobilbau)
- Paul Arzens (1903–1990), französischer Designer (Lokomotiven: SNCF BB 9200, SNCF A1AA1A 68000, SNCF CC 40100, SNCF CC 72000 u. a.)

### B
- Uwe Bahnsen (1930–2013), deutscher Automobildesigner, ehemaliger Ford-Designchef, schuf Ford Taunus bis Sierra, später Lehrbeauftragter in der europäischen Niederlassung des Art Center Pasadena in Vevey (Schweiz)
- Chris Bangle (* 1956), US-amerikanischer Automobildesigner, Ex-Chefdesigner BMW Group (1992–2009), früher u. a. bei Opel und Fiat
- John Barnard, britischer Ingenieur und Entwickler von Rennwagen und Motorrädern (McLaren, Ferrari, Benetton, Arrows)
- Giorgio Battistella (1931–2024), italienischer Automobildesigner (Simca, Fiat)
- Johannes Beeskow (1911–2005), deutscher Designer und Konstrukteur (Neuss, Erdmann & Rossi, Karmann)
- Ralph Bellamy (* 1938), australischer Ingenieur und Rennwagen-Konstrukteur (McLaren, Brabham, Lotus, Lola Cars)
- Giovanni Bertone (1884–1972), italienischer Karosseriebauer (Bertone)
- Giuseppe Bertone (1914–1997), italienischer Automobildesigner und -konstrukteur (Bertone, Lamborghini, Ferrari, BMW)
- Flaminio Bertoni (1903–1964), italienischer Bildhauer und Automobildesigner bei Citroën, schuf unter anderem den 2CV und die D-Modelle (DS, ID)
- Carlo Felice Bianchi Anderloni (1916–2003), italienischer Automobildesigner und Unternehmer (Alfa Romeo, Lancia, Ferrari, Maserati, Aston Martin)
- Erich Bitter (1933–2023), deutscher Automobildesigner (Bitter Automobile)
- Felice Mario Boano (1903–1989), italienischer Fahrzeugdesigner für Viotti, Bertone, Ghia, Farina und Castagna, Teilhaber von Ghia, gründete mit Sohn Gian Paolo Boano die Carrozzeria Boano. (Bei Ghia beteiligt an Alfa Romeo 1900S und Alfa Romeo 2500 CC, Lancia Aurelia, VW Karmann-Ghia, Chrysler K-200 Special und Ferrari 166 Berlinetta)
- Eugene Bordinat, US-amerikanischer Fahrzeugdesigner, Chef-Designer bei Ford
- Benjamin Bowden (1906–1998), britisch-US-amerikanischer Industrie-Designer (Healey-Sportwagen, Spacelander-Fahrrad)
- Paul Bracq (* 1933), französischer Designer (Mercedes-Benz, BMW, Peugeot)
- Jacques Brasseur, französischer Fahrzeugdesigner
- Dany Brawand (1934–2012), Schweizer Industrie-Designer (Ghia, Fiat, Maserati)
- Ross Brawn (* 1954), britischer Ingenieur (Benetton, Brawn GP, Mercedes Grand Prix)
- Eric Broadley (1928–2017), britischer Rennfahrer, Fahrzeugkonstrukteur und Unternehmer (Lola Cars)
- Aldo Brovarone (1926–2020), italienischer Automobildesigner (Pininfarina)
- Gustav Brunner (* 1950), österreichischer Formel-1-Konstrukteur
- Alexander Buckan (* 1974), Design Chef BMW Motorrad
- Gordon Buehrig (1904–1990), US-amerikanischer Fahrzeugdesigner, Designchef Auburn Cord Duesenberg
- Ettore Bugatti (1881–1947), französisch-italienischer Automobilfabrikant und Konstrukteur, Gründer der Firma Bugatti
- Jean Bugatti (1909–1939), französisch-italienischer Automobildesigner und -fabrikant, Testfahrer, Leiter der Design- und Karosserieabteilung bei Bugatti (u. a. Typen 40, 46, 50, 51, 57)
- Roland Bugatti (1922–1977), französisch-italienischer Automobilfabrikant und Ingenieur   (Bugatti Type 252)
- Rory Byrne (* 1944), südafrikanischer Konstrukteur von Rennwagen (Benetton, Ferrari)

### C
- Ian Callum (* 1954), britischer Automobildesigner (Aston Martin, Jaguar)
- Colin Chapman (1928–1982), britischer Rennwagen-Konstrukteur (Lotus)
- Henri Chapron (1886–1978), französischer Unternehmer und Automobilcouturier, Coupés und Cabriolets auf den großen Citroën und Delahaye-Limousinen
- Philippe Charbonneaux (1917–1998), französischer Automobildesigner (Delahaye, Chevrolet Corvette, Renault)
- Michelle Christensen (* 1980), US-amerikanische Industriedesignerin (Honda/Acura)
- Donato Coco (* 1956), italienischer Automobildesigner (Citroën, Ferrari)
- Luigi Colani (1928–2019), deutscher Industriedesigner (Ford Ka Colani, DAf Aero 3000 Truck)
- André de Cortanze (* 1941), französischer Automobilrennfahrer und Rennwagenkonstrukteur
- Aldo Costa (* 1961), italienischer Rennwagenkonstrukteur
- Frank Costin (1920–1995), britischer Fahrzeugdesigner (Maserati 450S)
- Mike Coughlan, britischer Rennwagenkonstrukteur in der Formel 1
- Ermanno Cressoni (1939–2005), italienischer Architekt und Autodesigner (Alfa Romeo, Fiat)

### D
- Gian Paolo Dallara (* 1936), italienischer Automobilkonstrukteur und Unternehmer
- Jean Daninos (1906–2001), französischer Automobilkonstrukteur und Unternehmer
- Howard A. Darrin, US-amerikanischer Fahrzeugdesigner (Howard „Dutch“ Darrin, Darrin Automotive Design)
- Don De La Rossa, Chefdesigner von Lincoln
- Raymond Dietrich (1894–1980), US-amerikanischer Fahrzeugdesigner, Dietrich Inc., Design-Chef bei Chrysler und Briggs Manufacturing, Mitbegründer von LeBaron
- Domagoj Dukec (* 1975), kroatisch-deutscher Automobildesigner, Chefdesigner von BMW

### E
- Harley Earl (1893–1969), US-amerikanischer Fahrzeugdesigner, erster Chef-Designer bei General Motors, führte Autodesign ein
- Elwood P. Engel, US-amerikanischer Fahrzeugdesigner, Chef-Designer bei Chrysler und Lincoln
- Virgil Exner (1909–1973), US-amerikanischer Industriedesigner, Chef-Designer bei Chrysler

### F
- Leonardo Fioravanti (* 1938), italienischer Automobilmanager (Fiat, Ferrari), Fiat-Designchef und Unternehmer (Fioravanti SrI)
- Hans Fleischer (1919–1986), deutscher Automobilkonstrukteur und Fahrzeugdesigner (BMW, EMW, Wartburg)
- Pietro Frua (1913–1983), italienischer Fahrzeugdesigner und Karossier

### G
- Georg Gallion, Opel Manta
- Marcello Gandini (1938–2024), italienischer Fahrzeugdesigner, u. a. Bertone Design (Lamborghini Countach, Diablo und Miura, Lancia Stratos Citroën BX und XM, Alfa Romeo Carabo und Montreal, Cizeta Moroder, Fiat X1/9, Bugatti EB 110, De Tomaso Pantera)
- Giacinto Ghia (1887–1944), italienischer Automobildesigner (Fiat, Lancia, Chrysler, Alfa Romeo, Isotta Fraschini), Karossier, Autorennfahrer und Unternehmer
- Giorgetto Giugiaro (* 1938), italienischer Industriedesigner (Golf I, Fiat Panda, Maserati Ghibli, Lancia Delta und viele andere Großserienmodelle, zuletzt auch chinesische Modelle), siehe auch: Italdesign
- Klaus-Volker Gevert (BMW-Motorrad R100, K100)
- Albrecht Graf von Goertz (1914–2006), deutscher Designer (BMW 507, Datsun Z, BMW 503)
- Werner Gubitz, Chefdesigner von Packard
- Murat Günak (* 1957), deutsch-türkischer Automobildesigner, von 1994 bis 1998 Designchef Peugeot (206 CC, 307, 607), von 1998 bis 2003 Designleiter Mercedes PKW, SLR und Maybach, (Mercedes SLK 1. Generation, W202, W203, CLS, SLR, Maybach 57 und 62) von 2004 bis Januar 2007 Leiter VW-Konzerndesign (IROC, Roadster, Golf V, Eos und Tiguan)

### H
- Edgar Heinrich Design-Direktor Bajaj Auto, BMW-Motorrad[2]
- Thomas L. Hibbard (1898–1982), US-amerikanischer Automobildesigner, Karosseriebauer und Unternehmer. Mitbegründer von LeBaron und Hibbard & Darrin
- Bill Hines (USA, Fahrzeugdesigner, 1950er Jahre)
- Wilhelm Hofmeister (1912–1978), deutscher Designer (BMW, Hofmeister-Knick in vielen BMW)
- Franz von Holzhausen (* 1968), US-amerikanischer Fahrzeugdesigner, Design Manager bei General Motors (Pontiac Solstice, Saturn Sky, Opel GT), Director of Design bei Mazda North America (Mazda Nagare, Mazda Furai), heute Chefdesigner von Tesla Motors (Tesla Model S, Tesla X)
- Adrian van Hooydonk (* 1964), niederländischer Industrie- und Automobildesigner, Design-Direktor BMW

### I
- Alec Issigonis (1906–1988), britischer Fahrzeugdesigner (Morris Minor, Mini, 1100, 1800 und Austin Maxi)

### J
- Xaver Jehle (Liechtenstein)

### K
- Jozef Kabaň (* 1973), slowakischer Fahrzeugdesigner (Skoda, VW, Audi, Rolls-Royce)
- Gerald Kiska (* 1959), österreichischer Designer, KTM
- Otto Kuhler (1894–1977), deutsch-amerikanischer Automobildesigner (Karr. Kathe & Söhne, Austro-Daimler, N.A.G., Snutsel Père & Fils, Delage, Fiat, Hansa), Busse, später Industrie- und Eisenbahndesigner

### L
- Harm Lagaay (* 1946), niederländischer Automobildesigner, war ab 1971 Designer bei Porsche, ging später zu Ford, dann zu BMW, wo er maßgeblich am Design des Roadsters BMW Z1 beteiligt war und verbrachte die Jahre von 1989 bis zu seinem Ruhestand 2004 wieder bei Porsche, diesmal als Chefdesigner. Er ist verantwortlich für die Modelle: Porsche 964, Porsche 993, Porsche Boxster, Porsche 996, (Porsche Cayenne, Porsche Carrera GT, Porsche Cayman) und Porsche 997.
- Louis Lucien Lepoix (1918–1998), französischer Industrie- und Fahrzeugdesigner, Designer von Sportwagen (z. B. für Simca und Bugatti Type 101), Pkw (z. B. für Ford) und Lastwagenkabinen (z. B. für Magirus-Deutz, Hanomag, Henschel und Büssing)
- Claude Lobo – ehemaliger Ford-Designchef, Schöpfer des Ford Ka und des New Edge Designs
- Raymond Loewy (1893–1986), US-amerikanischer Universaldesigner, arbeitete für Studebaker und Hillman (Rootes Group)
- Calvin Luk, australischer Designer (BMW Z4, BMW X1)
- Claus Luthe (1932–2008), deutscher Fahrzeugdesigner (NSU Ro 80), später Designchef bei BMW

### M
- Martin Mangold, deutscher Fahrzeugdesigner (BMW Group, Jaguar Land Rover, Mercedes-Benz, Zastava), Seriendesign (BMW C1, BMW R 1150 R)[3]
- Michael Mauer (* 1962), deutscher Automobildesigner (Porsche)
- Giovanni Michelotti (1921–1980), italienischer Fahrzeugdesigner
- Bill Mitchell (1912–1988), US-amerikanischer Fahrzeugdesigner (General Motors)
- Hans A. Muth, deutscher Designer (Ford: Capri, Mustang, Granada, BMW Interieur und Motorrad: R 90 S)
- Maximilian Missoni, österreichischer Designer (VW XL1, VOLVO Exterior, Polestar 1, 2, 3, 4, 5, 6)

### N
- John Najjar, Chefdesigner bei Lincoln und Continental, beteiligt am Design des Ford Mustang
- David North, US-amerikanischer Fahrzeugdesigner

### O
- Robert Opron (1932–2021), französischer Automobildesigner (Simca, Assistent von Flaminio Bertoni, dann dessen Nachfolger als Chefdesigner bei Citroën, später bei Renault)

### P
- Georges Paulin französischer Designer für Pourtout, „Darl'mat“-Peugeots und Delage, Aerodynamik-Experte
- Peter Pfeiffer (* 1943), deutscher Designer, von 1978 bis 2008 Leiter der Abteilung Design Personenwagen und Nutzfahrzeuge bei Mercedes-Benz (Vier-Augen-Gesicht, Mercedes-Benz CLS-Klasse), Nachfolger von Bruno Sacco, gefolgt von Gorden Wagener
- Battista Pininfarina (1893–1966), italienischer Automobildesigner und Karosseriebauer (Pininfarina)
- Sergio Pininfarina (1926–2012), italienischer Automobildesigner, designte u. a. für Ferrari

### Q
- Patrick le Quément (* 1945), französischer Automobildesigner, Schöpfer des Ford Sierra, VW Düsseldorf, ehemals Chefdesigner Renault

### R
- John Reinhart, Chefdesigner bei Packard, Lincoln und Continental
- Mario Revelli di Beaumont (1907–1985), italienischer Automobildesigner, arbeitete u. a. bei Pininfarina
- David Robb, Design-Direktor (BMW Motorrad)
- Leon Rubay, französischer Fahrzeugdesigner in den USA (New York und Cleveland OH), Unternehmer (Rubay Company), Designer für Rothschild und Holbrook, entwarf White PKW ab 1915

### S
- Bruno Sacco (1933–2024), deutsch-italienischer Fahrzeugdesigner, 1958 bis 1999 Konstrukteur und Designer („Stilist“) bei Mercedes-Benz, dort zum Schluss Chefdesigner, 2006 Mitglied Hall of Fame (USA)
- Alexis de Sakhnoffsky (1901–1964), russisch-amerikanischer Designer für Van den Plas, Hayes, Packard und White, Designer des Tucker ’48
- Sergio Sartorelli (1928–2009), italienischer Automobildesigner (Ghia, OSI, Fiat, VW)
- Sixten Sason (1912–1967), schwedischer Fahrzeugdesigner (z. B. Saab 92)
- Giovanni Savonuzzi (1911–1987), italienischer Fahrzeugdesigner (Cisitalia, Ghia, Gilda, Chrysler Turbine car, Fiat)
- Malcolm Sayer (1916–1970), britischer Fahrzeugdesigner (Jaguar)
- Herbert Schäfer (* 1932), deutscher Automobildesigner, Chefdesigner bei VW (1972–1993)
- Peter Schreyer (* 1953), deutscher Automobildesigner, Audi (TT, A2), Volkswagen (New Beetle), Kia (ex_cee’d)
- Luigi Segre (1919–1963), italienischer Fahrzeugdesigner, Mitinhaber von Ghia nach Giacinto Ghias Tod
- Walter Maria de Silva (* 1951), italienischer Automobildesigner, Chefdesigner bei Alfa Romeo (1986–2001), bei Seat und Audi (2002–2006) und beim VW-Konzern (2007–2015)
- Ercole Spada (1937–2025), italienischer Automobildesigner (Zagato, Alfa, BMW, Lancia)
- Frank Spring, US-amerikanischer Fahrzeugdesigner, Chefdesigner bei Murphy und Hudson
- Ola Stenegard, schwedischer Motorrad-Designer (BMW und Customizer)
- Brooks Stevens (1911–1995), US-amerikanischer Industrie- und Fahrzeugdesigner (Willys Jeep Station Wagon, Jeepster und FC-150; Harley-Davidson; Excalibur; Studebaker; Paxton Phoenix)

### T
- Massimo Tamburini (1943–2014), italienischer Motorrad-Designer (Bimota, Cagiva, Ducati, MV Agusta)
- Richard A. Teague, Designer bei GM, Chefdesigner von Packard und Chrysler (PKW-Marke), Chefdesigner und VP Design bei American Motors
- John Tjaarda (1897–1962), US-amerikanischer Fahrzeugdesigner (Ford, Mercury, Lincoln)
- Tom Tjaarda (1934–2017), US-amerikanischer Fahrzeugdesigner (u. a.: Ghia, Pininfarina, O.S.I., Ital Styling)
- William Towns (1936–1993), britischer Fahrzeugdesigner (Aston Martin, Jensen-Healey)
- Alex Tremulis, US-amerikanischer Fahrzeugdesigner (u. a.: LeBaron, Chrysler, Packard, American Bantam, Crosley Motors und Tucker)

### W
- George W. Walker, US-amerikanischer Auto- und Industriedesigner, Chefdesigner bei Ford
- Hartmut Warkuß (* 1940), deutscher Automobildesigner, zunächst bei Audi, später bei VW (Chefdesigner als Nachfolger von Schäfer)
- Charles Weymann (1889–1976), franko-amerikanischer Flugpionier, Unternehmer, Karosseriebauer und Erfinder der Weymann-Karosserie mit Textilüberzug auf leichtem Gerippe (weltweit Lizenzen)
- Jan Wilsgaard (1930–2016), norwegischer Fahrzeugdesigner, Volvo-Chefdesigner (z. B. Volvo Philip, Volvo Amazon, Volvo 850)